# Fokas (helgon)
Fokas, även benämnd Fokas trädgårdsmästaren var en kristen man som led martyrdöden, antingen under kejsar Trajanus eller Diocletianus. Han vördas som helgon inom Romersk-katolska kyrkan. Hans minnesdag firas den 5 mars.

### Webbkällor
- San Foca l'Ortolano — santiebeati.it